# I Know What You Did Last Summer (película de 2025)
I Know What You Did Last Summer (titulada: Sé lo que hicieron el verano pasado en Hispanoamérica, Sé lo que hicisteis el último verano  en España) es una película Slasher estadounidense de 2025 dirigida por Jennifer Kaytin Robinson, quien coescribió el guion con Sam Lansky después de un borrador inicial con Leah McKendrick . Es la cuarta película de la franquicia I Know What You Did Last Summer y sirve como secuela directa de I Still Know What You Did Last Summer (1998). La película está protagonizada por Madelyn Cline, Sarah Pidgeon, Tyriq Withers, Jonah Hauer-King y Chase Sui Wonders, con Jennifer Love Hewitt y Freddie Prinze Jr. repitiendo sus papeles como Julie James y Ray Bronson de las dos primeras películas.
Los planes para una cuarta película de la franquicia comenzaron en 2014, cuando Mike Flanagan y Jeff Howard firmaron para escribir un reinicio sin conexión con las entregas anteriores. Sin embargo, esta versión finalmente fracasó. Tras la cancelación de la adaptación a serie de televisión de 2021, el proyecto se relanzó cuando Robinson presentó su versión a Sony Pictures. La película se puso en desarrollo inicial en febrero de 2023, con el regreso del productor Neal H. Moritz. Se confirmó el regreso de Prinze Jr. y Hewitt en 2024, y los nuevos miembros del elenco se incorporaron a lo largo del año. El rodaje tuvo lugar entre octubre de 2024 y marzo de 2025 en Nueva Gales del Sur y Los Ángeles.
La película se estrenó en The United Theater en Broadway en Los Ángeles el 14 de julio de 2025 y fue estrenada en cines por Sony Pictures Releasing en los Estados Unidos el 18 de julio. La película recibió reseñas mixtas de los críticos.

## Argumento
El 4 de julio de 2024, Ava Brucks regresa a su ciudad natal de Southport, Carolina del Norte, para la fiesta de compromiso de su amiga Danica Richards. Después de la fiesta, Ava, Danica, el amor platónico de Ava, Milo Griffin, y el prometido de Danica, Teddy Spencer, deciden dar un paseo para ver los fuegos artificiales de la ciudad. El grupo se cruza con su ex amiga Stevie Ward, quien recientemente salió de rehabilitación, y la invita a ir. Estacionado en una carretera sinuosa junto a un acantilado, Teddy se comporta de forma extraña en la carretera y hace que un automóvil conducido por un hombre llamado Sam Cooper se desvíe y caiga por el acantilado. A pesar de la insistencia de Ava de que llamen a la policía, Teddy, presa del pánico, les hace jurar secreto y hace que su influyente padre político, Grant, encubra el accidente.
Un año después, Ava regresa a Southport para la despedida de soltera de Danica, celebrando su compromiso con su nuevo prometido, Wyatt. Ava se reúne con Milo y Stevie y tiene un encuentro con el podcaster de crímenes reales Tyler Trevino, quien está en la ciudad para investigar la infame masacre de Southport de 1997. [ b ] En la fiesta, Danica recibe una nota manuscrita con el mensaje "Sé lo que hiciste el verano pasado", lo que la asusta.
El grupo sospecha que Teddy es el responsable y lo confronta en su yate, pero él niega cualquier implicación. Esa noche, Wyatt es asesinado a machetazos por un pescador con anzuelo mientras Danica está en la bañera. Descubre su cuerpo con otro mensaje amenazador. Convencidos de que alguien sabe del accidente y va tras ellos, el grupo decide investigar la masacre.
Ava visita a Tyler, quien la lleva a recorrer los ahora clausurados "Shiver's", los grandes almacenes donde las hermanas Helen y Elsa Shivers fueron asesinadas en 1997. El Pescador les tiende una emboscada y mata a Tyler; Ava escapa tras herir a su agresor con un cuchillo. Sabiendo que es poco probable que la policía les crea y que Grant está demasiado preocupado por ahuyentar a los turistas, el grupo decide buscar ayuda por su cuenta. Ava visita a la superviviente Julie James en la universidad donde trabaja. Julie se muestra reacia a involucrarse, pero le advierte a Ava que el asesino tiene una conexión personal con Sam, la cual debe determinar.
En una asamblea pública sobre los recientes ataques, Ray Bronson, compañero de Julie y jefe de Stevie, acusa a Grant de encubrir la masacre para hacer el pueblo más atractivo. Tras hablar con el grupo de Ava, Ray visita a su exesposa, Julie, para ver cómo está. Ava, Milo y Stevie descubren que el coche que conducía Sam pertenecía a un líder de la iglesia, el pastor Judah. Danica y Teddy visitan la tumba de Sam y se dan cuenta de que alguien dejó flores recientemente. El Pescador ataca y hiere a Danica, pero Teddy la salva. Danica insiste en que todos se muden a su mansión para estar a salvo. Milo y Ava empiezan a tener relaciones sexuales, pero Milo se pone nervioso y se marcha. Es estrangulado por el Pescador, quien escapa con su cuerpo. Al día siguiente, Ava y Danica visitan a Judah y descubren que él y Sam se conocían. Acuden a la policía, pero Grant los arresta por acoso. Al día siguiente, sus cuerpos y los de Teddy aparecen destripados y colgados frente al puerto.
Danica tiene una pesadilla con Helen Shivers y Wyatt antes de que ella y Ava sean liberadas. Ante la insistencia de Ray, las chicas huyen de Southport en el yate de Teddy. La policía llega a la iglesia de Judah y lo encuentra muerto junto con una foto de Sam y Stevie. En el yate, Stevie se revela como la Pescadora. Explica que Sam era su amigo en rehabilitación y que intentaba ayudarla la noche en que Teddy lo mató. Se produce una pelea cuando Ray llega al barco. Stevie apuñala a Danica y la arroja por la borda antes de que Ray le dispare y caiga del barco.
En el bar de Ray, Ray atiende a una Ava traumatizada. Ella nota que tiene una herida en el mismo lugar donde hirió al Pescador y se da cuenta de que es cómplice de Stevie. Julie también descubre la conexión y corre al bar de Ray. Ray los ataca y revela que resucitó la leyenda del Pescador para vengarse de Southport, culpando al pueblo por sus años de ira y depresión por la masacre. Antes de que pueda matar a Julie, Ava lo empala fatalmente con un fusil submarino.
Al llegar a la orilla, Danica, aún con vida, es llevada al hospital y se reúne con Ava. Ava le dice que Stevie sigue vivo y, en broma, ambas acuerdan matarla. En una escena poscréditos, Karla Wilson recibe la visita de Julie, quien ha recibido una nota que dice "Aún no ha terminado", con una foto de las dos rodeada y tachada con tinta roja, y acepta sin dudarlo ayudarla a encontrar a la persona.

## Reparto
- Jennifer Love Hewitt como Julie James
- Freddie Prinze Jr. como Ray Bronson
- Madelyn Cline como Danica Richards
- Sarah Pidgeon como Stevie Ward
- Tyriq Withers Teddy Spencer
- Jonah Hauer-King como Milo Griffin
- Chase Sui Wonders como Ava Brucks
- Billy Campbell como Grant Spencer
- Lola Tung como Maya
- Nicholas Alexander Chávez como Billy
- Austin Nichols como Pastor Judah
- Gabbriette como Tyler Trevino
- Joshua Orphin como Wyatt

## Producción

### Desarrollo
En septiembre de 2014, Sony Pictures reveló planes para rehacer I Know What You Did Last Summer (1997), con Mike Flanagan y Jeff Howard escribiendo el guion. La película fue una gran prioridad y su estreno estaba previsto inicialmente para 2016. El proyecto requirió un presupuesto estimado de entre 15 y 20 millones de dólares.   Flanagan confirmó que su nueva iteración de la franquicia sería un reinicio y no incluiría elementos de la novela de Lois Duncan de 1973 ni de la película de 1997. El proyecto finalmente nunca se realizó y posteriormente fue cancelado. 
La directora Jennifer Kaytin Robinson y la guionista Leah McKendrick tuvieron una idea para una nueva entrega de la franquicia Sé lo que hicisteis el último verano y se la presentaron a Sony Pictures en el cuarto trimestre de 2022. El lanzamiento exitoso llevó a que la película se pusiera en desarrollo temprano en febrero de 2023, con planes de que el productor Neal H. Moritz y las estrellas Jennifer Love Hewitt y Freddie Prinze Jr. regresaran en sus respectivos papeles como Julie James y Ray Bronson de las películas originales. 
El guion fue escrito por Robinson y Sam Lansky después de que McKendrick escribiera el guion inicial. En marzo de 2024, McKendrick reveló que la influencia de las redes sociales sería un factor en la trama de la película. En julio, se confirmó que la película continuaría la historia de la segunda película I Still Know What You Did Last Summer (1998). 

### Casting
En marzo de 2023, Prinze Jr. dijo en una entrevista que no había recibido una oferta para unirse a la película, explicando "Solo dijeron eso para entusiasmar a la gente. No he hablado con nadie en su empresa, mis agentes no han recibido ninguna oferta de ellos en absoluto". Más tarde declaró que Original Film anunció la secuela sin que él y Love firmaran todavía solo para entusiasmar a los fanáticos y que se había reunido con Kaytin Robinson después del anuncio para discutir su posible participación. Dijo que la reunión lo dejó impresionado con su idea para la película, pero señaló que no había firmado para aparecer porque no había guion y no había recibido ninguna oferta concreta. En diciembre, Hewitt declaró que definitivamente repetiría su papel principal.   
En mayo de 2024, se informó que se esperaba el regreso de Prinze Jr. y Hewitt.  En julio, Camila Mendes, Madelyn Cline, Sarah Pidgeon, Tyriq Withers y Jonah Hauer-King estaban negociando papeles en la película. En agosto, después de haber expresado previamente su interés en repetir su papel de Karla Wilson de la segunda película, Brandy Norwood confirmó que estaba en conversaciones para hacerlo después de que el estudio se comunicara con ella, aunque no estaba segura de cómo exactamente podría regresar su personaje.  En septiembre, Mendes había abandonado el proyecto debido a su participación en Masters of the Universe (2026) de Amazon MGM Studios, mientras que Cline, Pidgeon, Withers y King fueron confirmados para protagonizar.  Más tarde ese mes, Chase Sui Wonders se unió al elenco,  y se confirmó que Prinze Jr. había sido elegido, con Hewitt todavía en negociaciones para regresar.  En octubre, Billy Campbell se unió al elenco.  Al mes siguiente, Lola Tung, Nicholas Alexander Chavez, Austin Nichols y Gabbriette también se unieron al elenco. 
Las negociaciones entre Hewitt y el estudio tomaron tiempo, en gran parte debido a un conflicto de programación entre la próxima película y su compromiso con la serie de televisión de ABC 9-1-1 . Como representante importante de la franquicia Sé lo que hicisteis el último verano, Hewitt también había estado en conversaciones con Sony para darle a su personaje, Julie, un papel más importante en la nueva entrega. En una entrevista con Parade, explicó: “Si voy a regresar 27 años después, no quiero estar allí solo cinco segundos. No quiero que sea sólo algo como, 'Oh, ahí está el fantasma del pasado de Sé lo que hiciste, aquí está'. 'Quiero sacarme el tiempo para realmente estar ahí, para que sea importante para la gente. " En diciembre, Hewitt anunció su regreso a través de Instagram. 

### Rodaje
La producción estuvo lista en octubre de 2024, con la fotografía principal en progreso ese mes  en Nueva Gales del Sur, Australia,   con Elisha Christian como director de fotografía.  El rodaje continuó en Los Ángeles en febrero y marzo de 2025,   y finalizó el 13 de marzo. 

## Estreno
La película se estrenó en Estados Unidos el 18 de julio de 2025.